# Библиотека у Ебли
Библиотека у Ебли се сматра најстаријом познатом библиотеком. Откривена је приликом археолошких истраживања вршених недалеко од града Алепа, на северозападу Сирије у периоду између 1964. до 1975. године. Важи за једну од ретких древних библиотека за коју се тачно зна место, време настанка и период рада.

## Архив краљевске палате
Археолошки докази добијени за време истраживања, открили су да је на том простору постојао древни град-држава Ебла, један од већих и моћнијих центара ондашње цивилизације. Том приликом је откривен комплекс једне краљевске палате у оквиру које је постојао библиотека-архив. Ту су пронађене глинене таблице које датирају из периода 2500-2250. год. п. н. е. У том тренутку затечено је око 2000 таблица. Библиотека-архив је своје таблице чувала у двема просторијама, чије су величине биле 5,1xх3,5m и 3,5x4m.

### Фонд библиотеке
У већој просторији се сматра да је било чувано преко 17.000 таблица, најчешће религијског, ритуалног, књижевног па и поучно-педагошког текста. Међу наведеним, нађене су и таблице које представљају двојезичне речнике, односно пописе речи еблаитског језика, тада непознатог, и сумерског језика (клинасто писмо), којих је било око 28. У мањој просторији је нађено преко 1000 таблица административно-економске садржине међу којима су пописи робе.
Између осталих, присутно је било око 100 плочица са садржајем везаних за пољопривреду као нпр. плочица са начином узгоја животиња, о обрадивом земљишту, маслиновом уљу и о поврћу, а око шездесетак је било на сумерском језику на којима су пописани називи животиња, географски појмови, имена риба и птица па и повећи број враџбина и бајалица.
Постојале су и две таблице једног сумерског епа - дупликати, што указује да је ова библиотека-архив уједно представљала и радионицу за краљеве писаре. Постојање овог дупликата потврђује и чињеницу да је град Ебла био један од центара преписивачке делатности.

#### Пожар и уништење краљевске палате
Краљевска палата страда у пожару који су подметнули пљачкаши 2250. год. п. н. е. Том приликом је готово уништен готово целокупан комплекс. Остали су само темељи, поједини делови просторија и један део библиотеке-архива са затеченим глиненим таблицама. Оно што нама остаје јесте увид у библиотечку делатност ове библиотеке. С обзиром на чување књига на дрвеним полицама, оне су гореле и претварале се у пепео док су се неуништиве глинене таблице том приликом само слагале једне преко других и остале у редоследу у коме су и биле ређане. Ово нам показује да је народ Ебле имао уређен систем класификације и ређања књига у својим библиотекама.

##### Изглед и начин ређања таблица
На основу положаја затечених таблица, сазнајемо да су ређане на дрвеним полицама висине око 50cm, а дубине око 80cm. Таблице су ређане једна на другу, усправно, насловом и текстом окренути према споља, нагнуте уназад. Поред наслова, постојао је и запис на хрбату плочице који је такође могао да обезбеди лакше сналажење у библиотеци.  Збирка није била нарочито обимна, па се једноставним прегледањем лако могло доћи до жељене таблице. Зато се и посебно зна да су се глинене плочице груписале по формату, садржини и облику.

## Претеча данашњих библиотека
На основу доказа, закључујемо да је библиотека у Ебли претеча данашњих библиотека стар преко 4500 година. Појмови класификације, каталогизације, транскрипције страних текстова, исписаног хрбата као ређање на полицама на основу појединих карактеристика евидентно датира из доба Блиског истока, као и да библиотека представља центар писменост, знања, културе и образовања већ више од четири миленијума. Традиција остаје непромењена.